# Oratia
Oratia est une banlieue de l’ouest de la cité d’Auckland, située dans l’Île du Nord de la Nouvelle-Zélande.

## Situation
Elle est localisée dans l’ancienne autorité territorial de la cité de Waitakere.
Elle est approximativement située à 16 km au sud-ouest du district central des affaires d’Auckland, et siège à l’angle est de la chaîne de Waitakere.
C’est une communauté relativement calme, reliant en pont la métropole d’Auckland avec la forêt sauvage et les plages de l’ouest d’Auckland.

## Population
La population du secteur d'Otimai, (incluant Oratia et une partie de la ville voisine de Waiatarua)  était de 2 511 habitants lors du recensement de 2006 en Nouvelle-Zélande  et en augmentation de 135 résidents par rapport à 2001.

## Histoire
Oratia fut colonisé en 1860, avec une parcelle de terre de 40 acre accordée aux nouveaux immigrants. 
La vallée d'Oratia fut prise en charge essentiellement par des immigrants venant de Dalmatie à la fin des années 1890 et au début de l'année 1900.  
Ils y plantèrent des vergers et des vignobles, conduisant Oratia à devenir connue sous le nom de «la coupe de fruits d'Auckland». 
Le «verger de Cochrane» , qui n’existe plus, fut probablement le plus ancien verger du secteur, datant de cette époque d’expansion.
Un sens aigu de la communauté s’est développé, qui continue aujourd’hui encore, bien que certaines des anciennes familles aient quitté la région. 
De nombreuses routes d'Oratia sont ainsi dénommées d'après les familles, qui vivaient là dans la ville d'Oratia en fin des années 1800, exemple ‘Parker’, ‘Carter’, ‘Shaw’, ‘Parr’ street.

## Éléments du patrimoine
Sunnydale dans Parker Road est la plus ancienne résidence, qui persiste dans West Auckland, construite vers 1860 avec des troncs de kauri  débités en planches sur le site.
Le cimetière d'Oratia a des tombes datant de 1867 et au-delà. 
L’entrée fut construite en 1935. 
Il est inscrit en Catégorie II sur la liste et est considéré comme élément de signification historique et visuelle.
Thomas Parr, un pionnier dans l’art du verger et pépiniériste a établi une pépinière (nurserie pour plantes) appelée Albion Vale sur West Coast Road en 1879. 
Maintenant inscrit en Catégorie I sur la Liste des bâtiments, la maison a été restaurée dans sa configuration originale après avoir été utilisée pendant de nombreuses années comme The Town and Country Roadhouse, qui était considéré comme l’un des plus fins restaurants d'Auckland dans les années 1940. 
Le petit Oratia Folk Museum  est situé à côté d'Albion Vale. 
C'était à l’origine un petit cottage de colon construit vers les années 1870.
Beaucoup des vergers initiaux ont maintenant disparu, bien que la population reste toujours relativement éparpillée, comparée à la plupart des banlieues d'Auckland.

## Communauté
Oratia a su développer une véritable communauté avec de nombreuses maisons mais aussi des activités variées.
En effet, malgré sa petite taille, la ville d'Oratia a un certain nombre d’installations communautaires:
- Landsendt [6] est un grand jardin subtropical considéré comme de signification nationale [7].

Une série de plantes rares sont cultivées ici, dont de nombreuses plantes proviennent de l'Amérique du sud et sont devenues rares constituant les éléments d’une " Banque de gènes".
- Oratia Native Plant Nursery[8] est destinée à la conservation des espèces de plantes et une des premières pépinières pour plante native de la Nouvelle-Zélande.

## Personnalités notables
- Hugh Redgrove, un pépiniériste d'Oratia, qui a introduit l'Hebe nommée "Oratia Beauty" en 1982 [9].

- Ann Endt, un jardinier qui a donné son nom à une variété de roses [10] , [11].

Gilian Painterun: écrivain d'Oratia, qui a publié un certain nombre de livres sur les herbes et la cuisine.
- Geoff Davidson : de la pépinière d' 'Oratia Native Plant Nursery', qui a reçu la distinction du « Life Time Achievement Award » de la part de la «New Zealand Plant Conservation Network» en 2007 pour son travail de sauvetage des espèces à partir d'espèces en voie d’extinction et qui est en partie à l'origine d’une initiative majeure pour protéger les plantes et la communauté des plantes [12].

## Éducation
- L'école d ' «Oratia District School» [13] a été fondée en 1882, assurant l’éducation pour le primaire, allant  de l'année 1 à 6, pour le secteur d’Oratia.

Elle a un total de 24 salles de classe comprenant un centre d’apprentissage, un hall et une salle des repas, 
Elle a un haut taux de décile de 9 et un effectif de541 élèves .
Elle dessert Oratia et un bassin s'étendant de la côte au niveau de la ville de Piha jusqu’à celle de Karekare.
Il y a aussi un jardin d'enfant situé au même site.
- L'école intermédiaire ' Bruce McLaren située dans la ville d’Henderson, a été dénommée d’après le pilote automobile originaire de Nouvelle-Zélande, et elle fournit une éducation pour les enfants des années 7 et 8.
- L'école secondaire publique locale est la école secondaire Henderson High School d’Auckland (en).

- Le collège Liston (en) et collège St Dominic d’Henderson (en), localisées dans la ville voisine d'Henderson sont les écoles, qui offrent une éducation catholique.